# Гідратація цементу

Швидкість гідратації клінкерних мінералів.

Гідратація цементу — хімічна реакція цементу з водою з утворенням  кристалогідратів. У процесі гідратації рідкий або пластичний цементний розчин перетворюється в цементний камінь. Перша стадія цього процесу називається загустіння, або схоплюванням, друга — зміцненням, або затвердінням.
Безводні мінерали  клінкеру при реакції з водою перетворюються в гідросилікати, гідроаллюмінати і гідроферрати кальцію. Всі реакції є  екзотермічні, тобто протікають з виділенням теплоти. На швидкість гідратації впливають: ступінь помелу цементу і його мінеральний склад, кількість води, якої замішується цемент, температура, введення добавок. Ступінь гідратації залежить від водоцементного співвідношення, і досягає свого максимального значення тільки через 1-5 років . Ступінь гідратації визначається різними способами: за кількістю Ca (O H)2, по тепловиділенню, за питомою вагою цементного тесту, за кількістю хімічно зв'язаної води, за кількістю негідратірованного цементу, за допомогою  рентгеноструктурного аналізу або побічно за показниками міцності цементного каменю. Продукти гідратації розрізняються по міцності. Основними носіями міцності є гідросилікати кальцію. У процесі гідратації клінкерів C3S і C2S крім гідросилікатів кальцію утворюється гашене вапно Ca (OH)2, що зберігається в цементному камені і перешкоджає  корозії  сталі всередині цементного каменю. 
Результатом реакції силікатів і води стають дуже малі кристали, які об'єднуються в однорідну тонкопористу структуру, яка і визначає підсумкову міцність цементного каменю.